# Armstrong Siddeley Genet

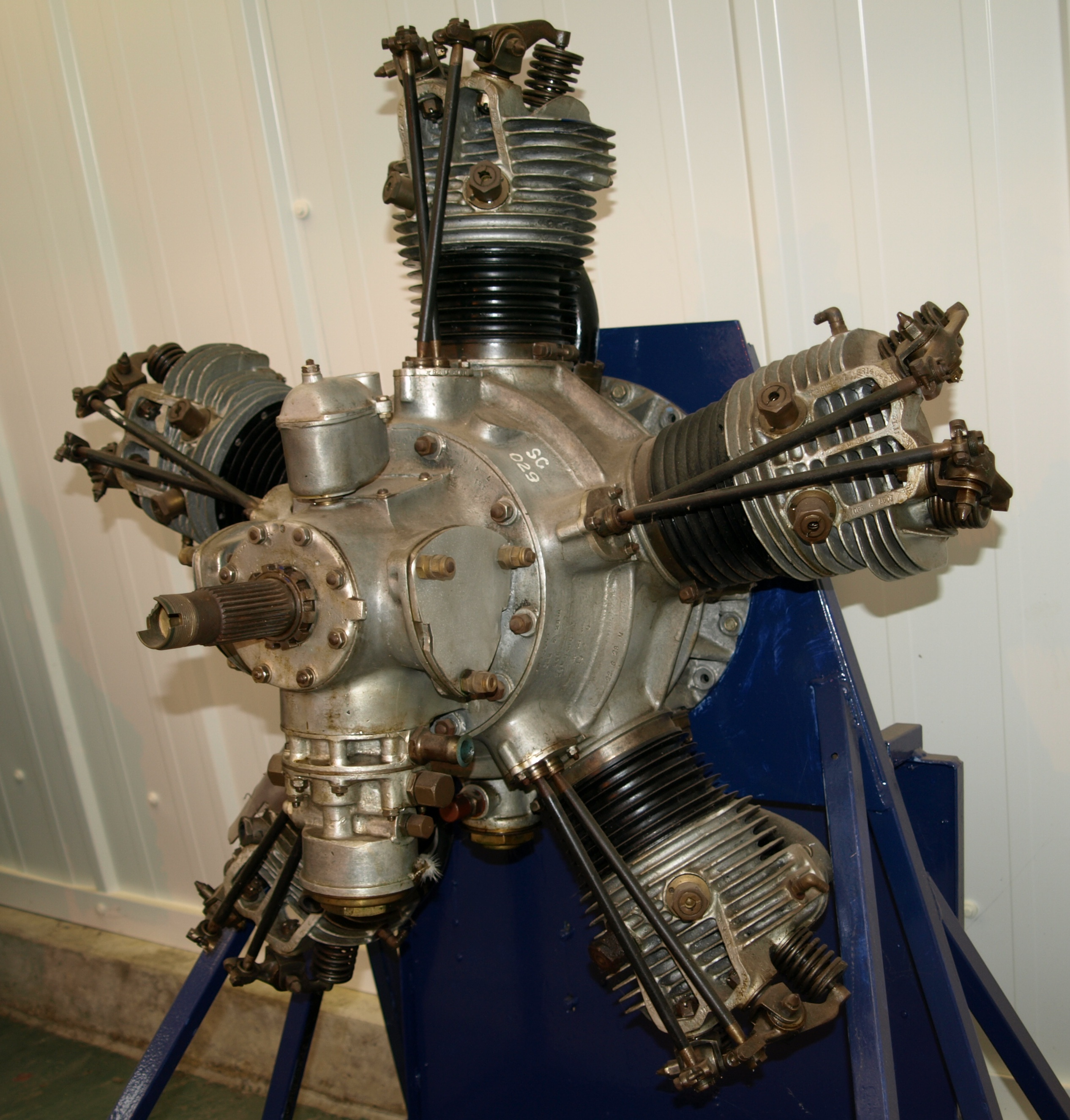
Armstrong Siddeley Genet in der Shuttleworth Collection.

Der Armstrong Siddeley Genet  ist ein Flugmotor, den der britische Hersteller Armstrong Siddeley ab 1926 baute. Der luftgekühlte 5-Zylinder-Sternmotor leistete 80 bhp (59 kW) bei 2200/min. und war in seiner endgültigen Form ein beliebter Antrieb für Leichtflugzeuge. Der Tradition des Herstellers folgend war der Motor nach der Ginsterkatze, einem Mitglied der Familie der Katzen, benannt.

## Varianten und Anwendungen

### Genet I
Der Genet I leistete 65 bhp.
- Avro 618 Ten
- Avro Avian Prototyp
- Blackburn Bluebird I
- BFW M.23
- Cierva-Tragschrauber: C.9 und C.10
- Drzewiecki JD-2
- Fleet Fawn
- Junkers A50 Junior
- Saro Cutty Sark
- Southern Martlet
- Westland-Hill Pterodactyl

### Genet II
Der Genet II leistete wegen seiner auf 5,25:1 erhöhten Verdichtung 80 bhp.
- ANEC IV
- Avro Avian
- Blackburn Bluebird II
- Cierva C.19 Tragschrauber
- Darmstadt D-18
- de Havilland DH.60 Moth
- Fairchild 21
- Klemm Kl 25
- Nicholas-Beazley NB-8G
- Parnall Imp
- Robinson Redwing II
- Southern Martlet
- Westland Widgeon

### Genet IIA
Der Genet IIA leistete ebenfalls 80 bhp. Er differiert nur gering vom Genet I.
- Robinson Redwing II

## Ausgestellte Motoren
Zwei überlebende Armstrong Siddeley Genet kann man in der Shuttleworth Collection sehen.
Ein Exemplar ist im Australian National Aviation Museum ausgestellt.
Ein restaurierter Genet befindet sich im New England Air Museum.
Ebenfalls einen Genet findet man im Aviation Heritage Museum (Western Australia).

## Daten (Genet I)

### Allgemein
- Einreihiger 5-Zylinder-Sternmotor, luftgekühlt
- Bohrung: 101,6 mm
- Hub: 101,6 mm
- Hubraum: 4120 cm³
- Länge: 724 mm
- Durchmesser: 853,6 mm
- Gewicht: 76 kg

### Komponenten
- Ventiltrieb: Zwei obengesteuerte Ventile pro Zylinder
- Kühlung: Luft
- Reduktionsgetriebe: nein

### Leistung
- Leistung: 65 bhp (48 kW) bei 1800/min.
- Literleistung: 11,65 kW/l
- Kompression: 5,2:1
- Leistungsgewicht: 1,583 kg/kW[1]